# Cour d'appel de Pau
La cour d'appel de Pau connaît des affaires jugées par les tribunaux judiciaire de son ressort qui s'étend sur les départements des Landes, des Pyrénées-Atlantiques et des Hautes-Pyrénées.

## Historique
La Cour d’appel de Pau fait partie des trente tribunaux d’appel instaurés au début du XIXe siècle, par la loi du 27 ventôse an VIII (18 mars 1800).
Au XIXe siècle, leur nom a changé selon les régimes, l’appellation  « cour d'appel » s’est imposée pendant les périodes républicaines, et maintenue.
Après en avoir été le procureur général, René Ancely (1876-1966) en fut le premier président.

## Tribunaux du ressort
| -                    | 3 Cours d'assises | 5 tribunaux de grande instance | 6 tribunaux d'instance                | 5 conseils de prud'hommes | 5 tribunaux de commerce |
| -------------------- | ----------------- | ------------------------------ | ------------------------------------- | ------------------------- | ----------------------- |
| Landes               | - Mont-de-Marsan  | - Dax - Mont-de-Marsan         | - Dax - Mont-de-Marsan                | - Dax - Mont-de-Marsan    | - Dax - Mont-de-Marsan  |
| Pyrénées-Atlantiques | - Pau             | - Bayonne - Pau                | - Bayonne - Oloron-Sainte-Marie - Pau | - Bayonne - Pau           | - Bayonne - Pau         |
| Hautes-Pyrénées      | - Tarbes          | - Tarbes                       | - Tarbes                              | - Tarbes                  | - Tarbes                |

La création prochaine d’une cour criminelle (exclusivement composée de 5 magistrats professionnels, à la différence des Cours d'assises) dans le ressort de la juridiction, pour désengorger les Cours d’assises, a été annoncée en janvier 2020.